# بلومفیلد (نبراسکا)
بلومفیلد(به انگلیسی: Bloomfield) شهری در ایالت نبراسکا کشور ایالات متحده آمریکا است که جمعیت آن در سرشماری سال ۲۰۱۰ میلادی، ۱٬۰۲۸ نفر بوده‌است.